# Episodi di Instant Star (prima stagione)
- Messa in onda:
  - CTV: 15 settembre 2004 - 24 aprile 2005
  - The N: 1º luglio 2005 - 23 settembre 2005
  - Italia 1: 4 settembre 2006 - 20 settembre 2006

| nº | Titolo originale                   | Titolo italiano           | Prima TV Canada   | Prima TV Italia   | Canzone                    |
| -- | ---------------------------------- | ------------------------- | ----------------- | ----------------- | -------------------------- |
| 1  | Even Better Than The Real Thing    | Una nuova star            | 15 settembre 2004 | 4 settembre 2006  | 24 Hours                   |
| 2  | Come As You Are                    | La ragazza copertina      | 15 settembre 2004 | 5 settembre 2006  | Let Me Fall                |
| 3  | Oh Well, Whatever, Nevermind       | Il debutto                | 30 gennaio 2005   | 6 settembre 2006  | I'm In Love With My Guitar |
| 4  | Hey Sister                         | Gelosia                   | 30 gennaio 2005   | 7 settembre 2006  | It Could Be                |
| 5  | You Can't Always Get What You Want | L'imperatore dell'Hip-Hop | 6 febbraio 2005   | 8 settembre 2006  | Waste My Time              |
| 6  | Kiss Me Deadly                     | Il primo bacio            | 13 gennaio 2005   | 11 settembre 2006 | Waste My Time              |
| 7  | I Wanna Be Your Boyfriend          | Un ragazzo per Jude       | 20 febbraio 2005  | 12 settembre 2006 | Your Eyes                  |
| 8  | Unsweet Sixteen                    | Festa di compleanno       | 6 marzo 2005      | 13 settembre 2006 | Time To Be Your 21         |
| 9  | Won't Get Fooled Again             | Cuore infranto            | 13 marzo 2005     | 14 settembre 2006 | Skin                       |
| 10 | Lose This Skin                     | Un tatuaggio per due      | 20 marzo 2005     | 15 settembre 2006 | Me Out Of Me               |
| 11 | All Apologies                      | Rivalità                  | 10 aprile 2005    | 18 settembre 2006 | Pick Up The Pieces         |
| 12 | Train In Vain                      | Il disco inedito          | 17 aprile 2005    | 19 settembre 2006 | That Girl                  |
| 13 | Should I Stay Or Should I Go       | Più di un'amicizia        | 24 aprile 2005    | 20 settembre 2006 | Temporary Insanity         |

## Una nuova star
- Titolo originale: Even Better Than the Real Thing
- Diretto da: Pat Williams
- Scritto da: Jennifer Whalen & Miklos Perlus

### Trama
Jude Harrison è una cantante rock che vince un concorso e riesce ad ottenere un contratto con una casa discografica. È sempre insieme al suo migliore amico Jamie. Verrà affiancata da Tom Quincy, ex membro dei Boys Attack ed ora produttore discografico. Le cose però saranno subito complicate per Jude: Tom le farà cambiare la canzone scritta con Jamie; quest'ultimo, poi, dichiara a lei tutto il suo amore, ma verrà rifiutato e i due finiranno per litigare; prima di un'esibizione Jude bacia Tom, ma si rende conto di aver fatto uno sbaglio sia con lui che con Jamie e, in preda alla confusione, decide di abbandonare tutto. Ma sarà proprio Tom ha farle cambiare idea, facendole capire che ha talento ed è nata per cantare.
- Altri interpreti: Billy Klippert (Giudice/Se stesso), Julia Schneider (Keisha), Garen Boyajian (Hunter), Miklos Perlus (Presentatore TV), Tim Hamaguchi (Floor Director), Katrina Matthews (Eden)

## La ragazza copertina
- Titolo originale: Come as you are
- Diretto da: Pat Williams
- Scritto da: Jennifer Whalen & Miklos Perlus

### Trama
Jude sta iniziando a farsi strada nel mondo della musica e deve fare delle foto per diventare ragazza copertina. Dopo il servizio fotografico si viene a sapere che in copertina non finirà lei, ma Eden, la ragazza che Jude aveva battuto al concorso. Tom, quindi, è costretto a parlare con l'editoriale del giornale Solid, Darius, che lui conosce molto bene.
Jude, Jamie, Tom e Sadie(sorella maggiore di Jude) vanno quindi alla festa nella villa di Darius. Tom incontra l'editoriale e inizia a parlare con lui di Jude e, dopo avergli fatto ascoltare un demo, riesce a convincerlo a mettere Jude in copertina. Ma sfortunatamente una lite tra Sadie ed Eden faarà cambiare idea a Darius. Fortunatamente però Jude riesce ad ottenere la copertina grazie a Porzia, ex moglie di Tom e sorella di Darius, con cui aveva scambiato qualche parola prima dell'accaduto.

## Il debutto
- Titolo originale: Oh well, whatever, nevermind
- Diretto da: Pat Williams
- Scritto da: Jennifer Whalen & Miklos Perlus

### Trama
Jude è finalmente pronta per debuttare ad un concerto e, come prima esperienza live, la casa discografica le organizza un concerto nella sua scuola. Prima dell'esibizione però vorrebbe un parere di Jamie sulla nuova canzone composta. Jamie non sa come dirle che la canzone è brutta; oltretutto viene a scoprire che tutti gli alunni vogliono boicottare il concerto di Jude per farle fare brutta figura davanti alle telecamere. Jude è amareggiata per il parere che Jamie ha dato alla sua canzone. Intanto Sadie risente molto del successo della sorella; il padre quindi decide di distrarla regalandole un viaggio in Europa. Lei scopre però che suo padre ha una relazione con la donna dell'agenzia viaggi. Il concerto di Jude ha inizio e, come previsto, molti ragazzi se ne vanno ma alla fine risulterà un successo.

## Gelosia
- Titolo originale: Hey sister
- Diretto da: Pat Williams
- Scritto da: Jennifer Whalen & Miklos Perlus

### Trama
Eden ha pronta una nuova canzone e sembra che sarà un successo, quindi Jude deve mettersi subito al lavoro e comporre una canzone "bomba", ma viene a sapere che Tom non sarà più il suo produttore. Alla fine però Jude convincerà Tom ad aiutarla e per trovare ispirazione vanno, insieme a Jamie e Kat, alla fattoria, un posto tranquillo. Sadie deve svolgere un dibattito, ma vede suo padre e Ivette(la donna dell'agenzia viaggi) ancora insieme, nonostante lui le abbia detto che la loro storia non esista. Tom e Jude iniziano a lavorare sulla canzone, ma vengono raggiunti da Sadie che non sa come dire alla sorella che la situazione tra il padre e la madre è brutta. Tom si rende conto di essere attratto da Sadie e tra i due c'è un bacio. Questo fa arrabbiare molto Jude che decide di tornare a casa col cuore infranto. Il nuovo singolo è pronto e piace molto alla casa discografica. Alla fine Jude e Sadie faranno pace.

## L'imperatore dell'hip hop
- Titolo originale: You can't always get what you want
- Diretto da: Pat Williams
- Scritto da: Jennifer Whalen & Miklos Perlus

### Trama
È in arrivo il nipote di Darius, Shay, un cantante hip - hop quindi Jude deve andare in uno studio secondario a comporre la sua nuova canzone. Tutti però si accorgono del capolavoro che viene fuori unendo i generi musicali dei due cantanti. Tra i due però c'è subito attrito, ma dopo una discussione torna il sereno: sia Jude che Shay sono sempre più legati l'uno all'altra. Tom non è molto d'accordo su questo fatto e cerca in ogni modo di mettersi in mezzo tra loro. I due però sono affiatati ed il loro singolo è un successo.

## Il primo bacio
- Titolo originale: Kiss me deadly
- Diretto da: Pat Williams
- Scritto da: Jennifer Whalen & Miklos Perlus

### Trama
Jude e Shay devo preparare il video del loro singolo in cui ci sarà un bacio, il loro primo bacio. La casa discografica non può pagare il capannone e la strumentazione per il video quindi il singolo passa nelle mani di Darius che versa l'assegno per l'affitto del capannone. Tra i due però ritorna l'attrito, con Shay che cambia idea su Jude e non vuole più essere il suo ragazzo. In realtà è stato Darius a costringerlo a distaccarsi perché deve rappresentare il ragazzo dei sogni; ma per Jude sarebbe stato il primo vero bacio. Così prima di girare la scena Shay la bacia.

## Un ragazzo per Jude
- Titolo originale: I wanna be your boyfriend
- Diretto da: Pat Williams
- Scritto da: Jennifer Whalen & Miklos Perlus

### Trama
La storia tra Jude e Shay va a gonfie vele ma la ragazza è letteralmente distratta nel suo lavoro. Il ragazzo le nasconde che sarà prossimo ad una tournée che comprende anche l'Europa e Jude ci rimane molto male perché lo viene a sapere solamente da Tom. Intanto Tom sta frequentando Sadie che gli corre dietro ripetutamente.

## Festa di compleanno
- Titolo originale: Unsweet Sixteen
- Diretto da: Pat Williams
- Scritto da: Jennifer Whalen & Miklos Perlus

### Trama
È il compleanno di Jude. La ragazza trova un tortino da parte di Tom e come desiderio per i suoi 16 anni vorrebbe che lui e Shay andassero d'accordo. A casa invece festeggia con Jamie e Kat; Jamie ha disseppellito un barattolo pieno di buoni propositi per i 16anni. Jude non vede l'ora che Shay torni dalla tournée e intanto Tom come regalo sceglierà di darle lezioni di guida. Kat è arrabbiata con Jamie perché pensa che lui si vergogni di dire a Jude che stanno insieme. Jude viene a sapere che se fosse più grande Tom la vorrebbe come fidanzata. La sera c'è la sua festa e la casa discografica regala a Jude una Gibson Les Paul. Shay è arrivato e le chiede di parlare in privato, ma spunta Eden e Jude capisce che Shay l'ha tradita con lei. Jude sconvolta sotto la pioggia si dispera e Tom cerca di consolarla; i due finiscono per baciarsi.

## Cuore infranto
- Titolo originale: Won't get fooled again
- Diretto da: Pat Williams
- Scritto da: Jennifer Whalen & Miklos Perlus

### Trama
Jude sta ancora soffrendo molto per la fine della sua storia con Shay ed è molto arrabbiata con Tom per il bacio di pietà che lui le ha dato durante la festa di compleanno. Intanto Jude deve fare un servizio fotografico e a questo servizio trascina pure sua sorella Sady. Tornando a casa però scopre suo padre con Ivette, l'amante e scappa sconvolta. La madre torna da un week end fuori città e vede che le due sorelle sono strane, amareggiate per quello che stanno vivendo. Ad un concerto presenta una nuova canzone che raccoglie un po' tutte le delusioni che sta vivendo. Ha un confronto col padre e dopo un chiarimento, quest'ultimo se ne va di casa.

## Un tatuaggio per due
- Titolo originale: Lose this skin
- Diretto da: Pat Williams
- Scritto da: Jennifer Whalen & Miklos Perlus

### Trama
Jude sta facendo dei provini per dei musicisti di supporto; Jamie le consiglia la band di cui è manager, gli Spiderman Mind Explosion. Kat è infuriata con Jude perché non ci sarà al défilé del liceo per indossare i suoi vestiti a causa di un concerto. Jude decide di farsi un tatuaggio e convince Jamie a fare la stessa cosa: si fanno tatuare entrambi una "J". Kat è sempre più gelosa di Jude e delle attenzioni che Jamie, ufficialmente suo fidanzato, le dà. Mentre Jamie si sta cambiando per la sfilata, viene chiamato da Jude e corre subito da lei; questo fa infuriare Kat. Jude riscuote grande successo al concerto e Jamie corre per riuscire in tempo ad arrivare alla sfilata di Kat, ma arriverà tardi. Jamie amareggiato va da Jude e scopriranno il tatuaggio che avevano fatto insieme.

## Rivalità
- Titolo originale: All apologies
- Diretto da: Pat Williams
- Scritto da: Jennifer Whalen & Miklos Perlus

### Trama
In studio è arrivato Charles Blackburn, ex membro dei Boys Attack il gruppo di Tom; Charles ora cerca talenti per Music Helps e vuole offrire a Tom l'opportunità di affermarsi come cantante solista. Ovviamente a questo appuntamento sarà presente anche Eden a complicare le cose. Durante la trasmissione fanno la comparsa dopo 5 anni anche i Boys Attack, con Tom che rimane sorpreso. Charles vorrebbe creare una sola canzone e convincere Tom a tornare nel gruppo appunto solo per quella canzone, l'ultima. Durante le prove però Tom e Charles finiscono per litigare ancora. Jude intanto durante un diverbio con Eden capisce quanto Kat fosse innamorata di Jamie ed ora si sente in colpa per essersi intromessa. Alla fine Tom, convinto da Sadie, ritorna nella sua band per cantare a favore di Music Helps.

## Il disco inedito
- Titolo originale: Train in vain
- Diretto da: Pat Williams
- Scritto da: Jennifer Whalen & Miklos Perlus

### Trama
Jude sta aspettando con ansia la conclusione del mixaggio del suo primo album e tutti, alla G - major, sono in ansia per l'annuncio. Intanto viene a sapere da Sadie che Tom, prima di lasciare i Boys Attack, aveva fatto un demo da solista, Frozen. Chiede quindi informazioni in merito a Quest, il braccio destro di Tom e viene a sapere che Frozen fu un totale fallimento e Darius, acquistandone i diritti, lo chiuse in cassaforte. La ragazza per ringraziare Tom del lavoro svolto insieme riesce a farsi dare da Darius il demo, ma in cambio dovrà servirlo per i suoi affari. Quando Tom lo viene a sapere si infuria con Jude, perché Darius sarebbe capace di rovinarle la carriera, mettendola a comporre canzoncine per le pubblicità. Intanto c'è sempre aria di tempesta tra Kat e Jamie, con quest'ultimo che tenta ogni modo per farsi perdonare. Tom, dopo una lieve indecisione sul produrre o no il prossimo album di Jude, decide di accettare e ristabilisce la pace con Darius.

## Più di un'amicizia
- Titolo originale: Should I stay or should I go?
- Diretto da: Pat Williams
- Scritto da: Jennifer Whalen & Miklos Perlus

### Trama
Il primo album di Jude è finalmente pubblicato e si troverà anche nei negozi di dischi. Jude ha finalmente realizzato il suo sogno: diventare una vera cantante. Ma il mestiere di una vera cantante comprende anche una tournée dopo aver pubblicato un album; ricompare Shay che vuole Jude come cantante - spalla ai suoi concerti. Jamie, dopo aver comprato il cd insieme a Jude, vorrebbe che la ragazza gli chiedesse di andare in tournée con lei, ma Kat gli schiarirà le idee dicendogli che non gli servirà a niente andare con lei, se vuole capire quello che vale veramente per Jude. Intanto Tom e Sadie si frequentano, ma anche Jude è di nuovo attratta da Tom e le due sorelle finiscono per capire che entrambe sono innamorate di Tom: salta fuori la storia del bacio tra Tom e Jude e Sadie scappa sconvolta. Tom, però, capisce di volere Sadie e si fa perdonare accettando di andare con lei in Europa per le vacanze. Jude è in aeroporto e sta per partire, ma Jamie gli confessa tutto e decide di non partire con lei; dopo qualche tentennamento Jude capisce di amarlo, si baciano e parte.